# Heterogomphus thoas
Heterogomphus thoas är en skalbaggsart som beskrevs av Hermann Burmeister 1847. Heterogomphus thoas ingår i släktet Heterogomphus och familjen Dynastidae. Inga underarter finns listade i Catalogue of Life.